# Norðurland eystra

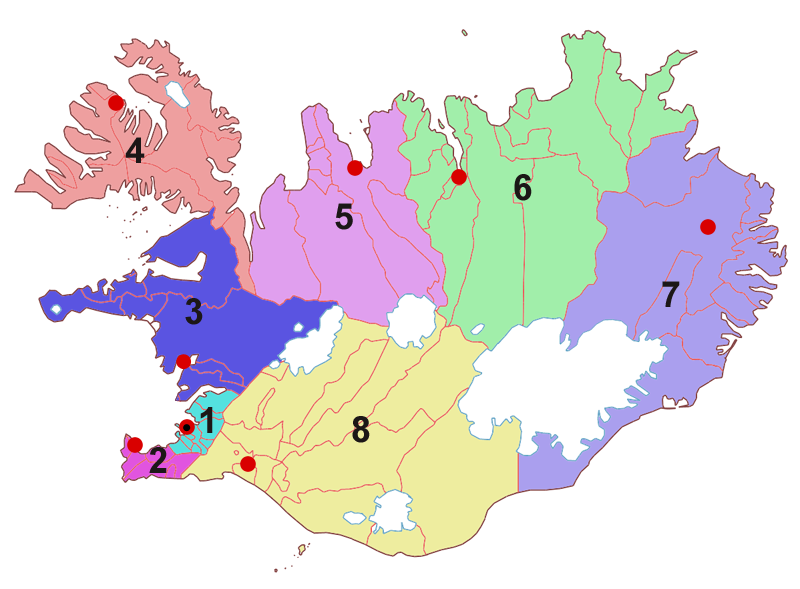
Översiktskarta, Norðurland eystra nr 6

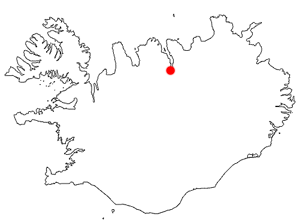
Lägeskarta Akureyri

Norðurland eystra (Östra nordlandet) är en av Islands 8 landsvæði (Islands regioner).

## Geografi
Norðurland eystra ligger i landets norra mellersta del och har en area av cirka 21 968 km².
Befolkningen uppgår till cirka 29 000 invånare . Huvudorten och samtidigt största orten är Akureyri.
Islands nordligaste platser ligger i Norðurland eystra med Hraunhafnartangi på fastlandet och ön Grímsey som landets nordligaste platser. Även undervattenvulkanen Kolbeinsey ytterligare 35 km nordväst om Grimseyön tillhör regionen.

## Indelning
Regionen är indelad i 15 kommuner
- Akureyrarkaupstaður
- Þingeyjarsveit
- Arnarneshreppur
- Dalvíkurbyggð
- Eyjafjarðarsveit
- Fjallabyggð
- Grýtubakkahreppur
- Hörgárbyggð
- Langanesbyggð
- Norðurþing
- Þingeyjarsveit
- Skútustaðahreppur
- Svalbarðshreppur
- Svalbarðsstrandarhreppur
- Tjörneshreppur

## Historia
År 1900 under Danmarks styre var Island indelad i 3 amt (län) Norð (Nord), Vest (Väst) och Suð (Syd).
Aðaldalur Sedan indelades landet i 4 fjärdingar Vestfirðingafjórðungur (Västfjordfjärdingen), Norðlendingafjórðungur (Norra fjärdingen), Austfirðingafjórðungur (Östfjordfjärdingen) och Sunnlendingafjórðungur (Södra fjärdingen).
Senare kom indelningen att gälla regioner. 1937 ökades antalet regioner till fem, 1945 till sju och 1960 till åtta regioner.
Före 2003 utgjorde regionerna även landets valkretsar innan man ändrade valkretsarnas gränser för att öka balansen vid val.
Idag används regionerna främst av statistiska skäl. Även landets postnummer följer regionerna med ett fåtal undantag.